# 薛祖學
薛祖學（？—1556年1月23日），陕西西安府渭南縣人，民籍。明朝政治人物。

## 生平
正德八年（1513年）癸酉科陕西乡试舉人，九年（1514年）联捷甲戌科三甲第三十名進士，初授四川内江县知县，擢升兵部主事，历郎中，以事贬和州同知，官至泗州知州。嘉靖三十四年（1556年）臘月十二日子时（23:00～24:00），因在地震时落入一丈多深的水穴被淹死。